# Enna eberhardi
Espèce
Enna eberhardi est une espèce d'araignées aranéomorphes de la famille des Trechaleidae.

## Distribution
Cette espèce se rencontre au Panama et au Costa Rica.

## Description
La carapace du mâle holotype mesure 3,90 mm de long sur 3,20 mm de large et celle de la femelle paratype mesure 3,30 mm de long sur 2,90 mm de large.

## Étymologie
Cette espèce est nommée en l'honneur de William G. Eberhard.

## Publication originale
- Silva, Lise & Carico, 2008 : Revision of the Neotropical spider genus Enna (Araneae, Lycosoidea, Trechaleidae). Journal of Arachnology, vol. 36, p. 76-110 (texte intégral).